# Бурано
Бура́но (итал. Burano, вен. Buran) — островной квартал Венеции, расположенный на удалении 7 км от центра города, рядом с островом Торчелло, с населением 2724 жителя (2011). Известен своими ярко окрашенными домами.

## История
С XVI века специализируется на производстве кружев. Технология производства кружев, как полагают, была импортирована венецианцами из Восточного Средиземноморья. Уроженцем Бурано был знаменитый композитор Бальдассаре Галуппи, имевший прозвище Буранелло. До 1923 года Бурано считался отдельным от Венеции городом, как и Мурано.

## Административное деление
| №  | Сестиере             | Sestiere             | Площадь, га | Население, чел. (2012) | Плотность чел./км² |  | Карта |
| -- | -------------------- | -------------------- | ----------- | ---------------------- | ------------------ |  | ----- |
| 1. | Сан-Мауро            | San Mauro            | 6,8         | 806                    | 12,029             |  |       |
| 2. | Джудекка             | Giudecca             | 2,5         | 257                    | 10,200             |  |       |
| 3. | Сан-Мартино-Синистра | San Martino Sinistra | 4,4         | 580                    | 13,318             |  |       |
| 4. | Сан-Мартино-Дестра   | San Martino Destra   | 5,1         | 750                    | 14,882             |  |       |
| 5. | Терранова            | Terranova            | 2,3         | 343                    | 15,609             |  |       |
|    | Бурано               | Burano               | 21,1        | 2736                   | 13,176             |  |       |

## Достопримечательности
Помимо красочной застройки, туристов влекут в Бурано музей венецианских кружев и церковь Сан-Мартино с наклонной 52-метровой кампанилой.